# Allan Lindberg
John Allan Lindberg (Fagersta, 21 giugno 1918 – Örebro, 2 maggio 2004) è stato un astista svedese.

## Biografia
Nel 1946 fu medaglia d'oro ai campionati europei di Oslo, facendo registrare il record della manifestazione nel salto in alto.
Nel 1948 prese parte ai Giochi olimpici di Londra, classificandosi dodicesimo.

## Palmarès
| Anno | Manifestazione  | Sede   | Evento           | Risultato | Prestazione | Note                  |
| ---- | --------------- | ------ | ---------------- | --------- | ----------- | --------------------- |
| 1946 | Europei         | Oslo   | Salto con l'asta | Oro       | 4,17 m      | Record dei campionati |
| 1948 | Giochi olimpici | Londra | Salto con l'asta | 12º       | 3,80 m      |                       |